# 文部省式1型
文部省式1型
- 用途：練習用グライダー
- 分類：初級滑空機
- 設計者：山崎好雄
- 製造者：日本滑空機工業組合
- 運用者

  - 各旧制中等学校ほか
  - 大日本帝国海軍
- 生産数：1,500機強
- 運用状況：退役

文部省式1型（もんぶしょうしきいちがた）は、日本の初級滑空機（プライマリー・グライダー）。旧制中等学校の教育課程で用いられた。

## 経緯
1938年（昭和13年）から男子中等学校での滑空部の設立と滑空訓練を推奨していた文部省は、ドイツを参考にして1940年（昭和15年）4月26日に学校滑空訓練用となる文部省標準型の初級滑空機の形式を発表した。基本設計は文部省の山崎好雄体育官補によって行われ、同年5月中旬には福田軽飛行機によって文部省式1型の試作機が製作された。生産は日本滑空機工業組合に加盟していた福田軽飛行機、伊藤飛行機製作所、美津野グライダー製作所、日本小型飛行機、東洋金属木工の5社によって行われ、全国の男子中等学校のほかに、青年学校や滑空訓練所などでも用いられた。飛行訓練の他に、教育の一環として学校で製作される文部省式1型もあった。
太平洋戦争間近の1941年（昭和16年）9月初頭には、将来の軍用機パイロット育成を目的として、文部省と陸軍省によって男子中等学校の第三学年から滑空訓練を正課とすることが決定され、翌1942年（昭和17年）4月から実施された。これによって滑空訓練を行っている中等学校は約700校から約2,000校に増加し、これら全校に文部省式1型を行き渡らせることになった。この時点では約3,000機の文部省式1型が生産される予定だったが、最終的な生産数は1,500機強にとどまった。
また、海軍も操縦訓練の第一段階に用いるべく文部省式1型系列の初級滑空機を多数導入しており、美保海軍航空隊や奈良海軍航空隊などの各地の練習航空隊で海軍飛行予科練習生の訓練に使用された。
終戦後は連合国軍最高司令官総司令部（GHQ）の飛行停止命令によって多くの機体が廃棄されたが、飛行停止解除後に再生産された機体もあり、国立大学から新制中学校までの諸学校などで使用された。その後も復元機が製作されることがあり、1994年（平成6年）に布施工科高等学校が復元した機体は後に近代化産業遺産に認定されている。また、1988年（昭和63年）には、戦時中に文部省式1型を用いた教育を受けていた千葉工業学校の元生徒が製作した復元機が稲毛民間航空記念館に寄贈され、以後同館で展示されていた。

## 機体
機体構造は高翼単葉、翼は木製羽布張り、胴体は木製の骨組みのみでパイロットが丸出しの簡易なものであり、操縦席の前方には支柱があった。発航にはゴム索を使用。現代の訓練用グライダーは複座だが、文部省式1型は教官の乗らない単座機だった。公定価格は当初は1機580円だったが、1941年12月12日に550円に変更されている。学校が購入する際には大日本飛行協会から200 - 300円の補助金が交付された。なお、ゴム索の公定価格は1本139円だった。

## 諸元
- 全長：5.55 m[3]
- 全幅：10.3 m
- 操縦席高：2.35 m
- 翼面積：15.4 m2
- 自重：90 kg
- 全備重量：150 kg
- 滑空速度：46.5 km/h
- 乗員：1名